# Torrados
Torrados ist ein Ort und eine ehemalige Gemeinde (Freguesia) im portugiesischen Kreis Felgueiras. Die Gemeinde hatte 2369 Einwohner (Stand 30. Juni 2011).
Am 29. September 2013 wurden die Gemeinden Torrados und Sousa zur neuen Gemeinde União das Freguesias de Torrados e Sousa zusammengeschlossen. Torrados ist Sitz dieser neu gebildeten Gemeinde.